# Boeing T-7 Red Hawk
El Boeing/Saab T-7 Red Hawk, originalmente conocido como Boeing T-X, es un entrenador avanzado, desarrollado por Boeing Defense, Space & Security en asociación con Saab. Fue seleccionado el 27 de septiembre de 2018 por la Fuerza Aérea de los Estados Unidos como el ganador del programa Advanced Pilot Training System (T-X) para reemplazar el Northrop T-38 Talon.

## Diseño y desarrollo
El Comando de Formación y Educación Aérea de la USAF (AETC) comenzó a desarrollar los requisitos para un reemplazo del Northrop T-38 Talon ya en 2003. Inicialmente se esperaba que la entrada en servicio del entrenador tuviera lugar en 2020, pero un incidente que involucró a un T-38C en 2008, causando la muerte de los dos tripulantes, llevó a la USAF a adelantar la fecha objetivo de la capacidad operativa inicial (COI) a 2017. En la propuesta de presupuesto del año fiscal 2013, la USAF sugirió retrasar la capacidad operativa inicial para el año fiscal 2020 con la adjudicación del contrato no prevista antes del año fiscal 2016. La reducción de los presupuestos y la mayor prioridad de los proyectos de modernización impulsaron al COI del programa ganador del TX del año fiscal 2023 o 2024. Aunque el programa quedó completamente fuera del presupuesto del año fiscal 2014, el servicio aún consideraba al entrenador como una prioridad.
En cooperación con su socio, el grupo aeroespacial sueco Saab, la presentación de Boeing en la competencia fue el Boeing T-X, un avión de entrenamiento avanzado de un solo motor con doble cola, asientos en tándem y tren de aterrizaje triciclo retráctil. El avión presentado y los modelos de demostración estaban propulsados por un motor turbofan General Electric F404 con postcombustión.
Boeing reveló su avión al público el 13 de septiembre de 2016. El T-X realizó su primer vuelo el 20 de diciembre de 2016.
El 27 de septiembre de 2018, el diseño de Boeing se anunció oficialmente como el nuevo avión de entrenamiento avanzado de la USAF, reemplazando al T-38 Talon. Un total de 351 aviones y 46 simuladores, entrenamiento de mantenimiento y soporte serán suministrados a un coste del programa de 9200 millones de dólares.
En mayo de 2019, Saab anunció que abriría una instalación de fabricación para el T-X en Indiana (Estados Unidos), en asociación con la Universidad Purdue.
El 16 de septiembre de 2019 se anunció que el avión se llamaría oficialmente el T-7A Red Hawk como homenaje a los aviadores de Tuskegee y al Curtiss P-40 Warhawk.

### Componentes
Referencias: aviationweek.com
Leyenda: Estados Unidos

#### Electrónica
| Sistema                     | País                      | Fabricante        | Notas                           |
| --------------------------- | ------------------------- | ----------------- | ------------------------------- |
| Sistema de control de vuelo |                           |                   | Bucle completamente cerrado.    |
| Sistema de escape           | Bandera de Estados Unidos | Collins Aerospace | Asiento eyectable modelo ACES 5 |

#### Propulsión
| Sistema | País                      | Fabricante       | Notas           |
| ------- | ------------------------- | ---------------- | --------------- |
| Motor   | Bandera de Estados Unidos | General Electric | 1 × F404-GE-103 |

## Variantes
BTX-1
Dos prototipos para evaluación:

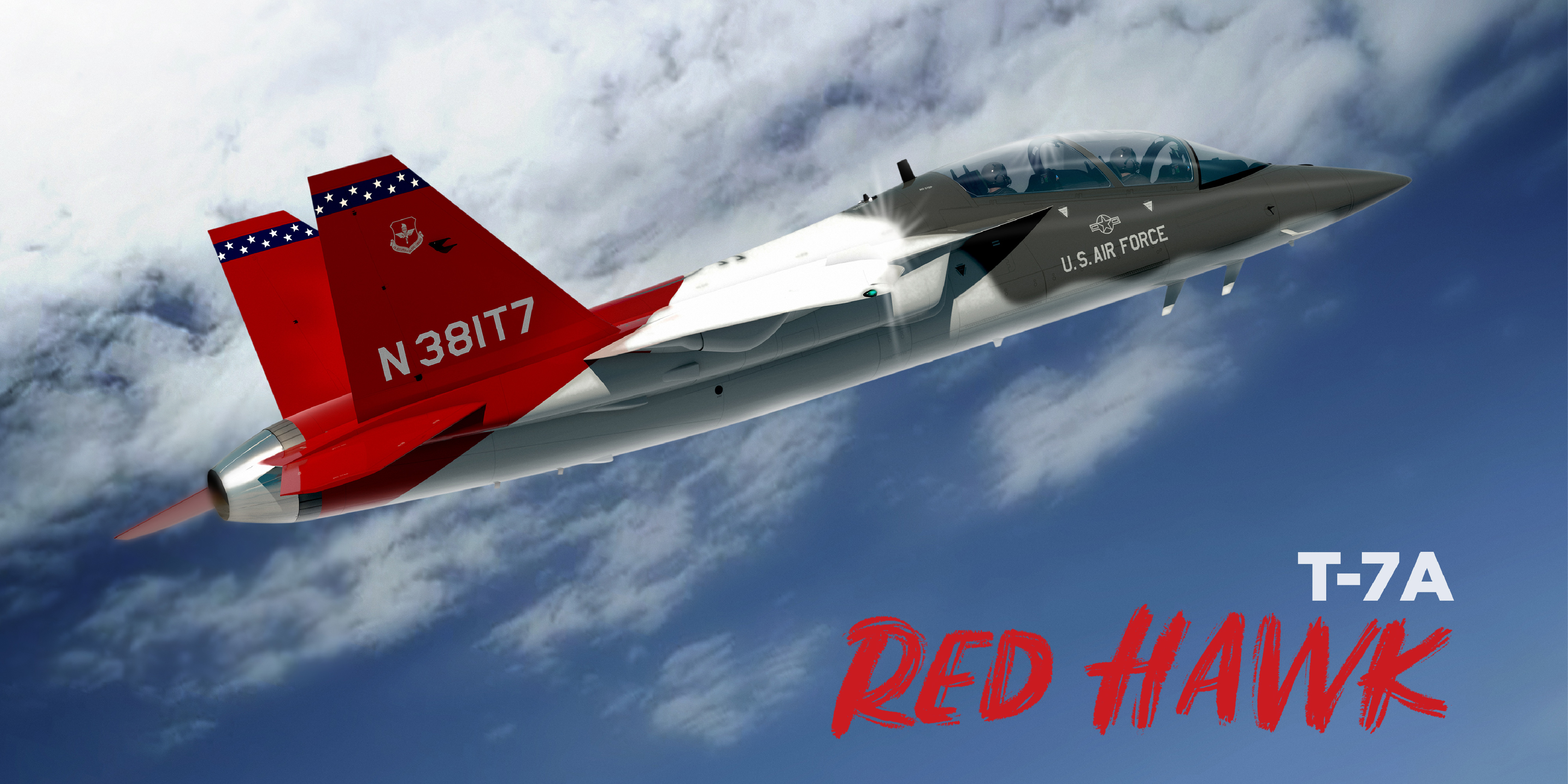
Foto publicitaria de la USAF del T-7A Red Hawk con librea de los Red Tail.

- N381TX, el primer prototipo construido y el primer T-7 en volar.
- N382TX, el segundo prototipo utilizado en pruebas.

T-7A Red Hawk
Avión de producción para la USAF como ganador del programa T-X para reemplazar al Northrop T-38 Talon. Designado eT-7A antes de su entrega, identificándolo como una aeronave diseñada digitalmente.
T-7A Block 10
Una variante propuesta a la USAF con varias mejoras de aviónica y seguridad.
T-7B
Variante propuesta para el programa Tactical Surrogate Aircraft ("Aviones Sustitutos Tácticos", TSA) de la Armada estadounidense, con una posible venta de 64 aeronaves.
T-7 UJTS
Se propone un entrenador a reacción avanzado para el concurso del Undergraduate Jet Training System ("Sistema de Entrenamiento de Reactores de Pregrado", UJTS) de la Armada estadounidense, que reemplazará al T-45 Goshawk, con una posible venta de 145 aeronaves. El avión no tendría capacidad para operar desde portaaviones.
F/T-7X
Variante propuesta para el programa Advanced Tactical Trainer ("Entrenador Táctico Avanzado") de la USAF, con una posible venta de entre 100 y 400 aviones.
F-7
Variante de avión de combate ligero propuesta para la USAF.

## Operadores
Estados Unidos
- Fuerza Aérea de los Estados Unidos

## Especificaciones
Referencia datos: FlightGlobal, militaryfactory.com

### Características generales
- Tripulación: Dos (instructor y alumno)
- Longitud: 14,1 m (46,3 ft)
- Envergadura: 10 m (32,8 ft)
- Altura: 4 m (13,1 ft)
- Planta motriz: 1× turbofán con postcombustión General Electric F404.
  - Empuje normal: 49 kN (4997 kgf; 11 016 lbf) de empuje.
  - Empuje con postquemador: 79 kN (8056 kgf; 17 760 lbf) de empuje.

### Rendimiento
- Velocidad nunca excedida (Vne): Mach 1,3
- Alcance: 1839 km (993 nmi; 1143 mi)
- Techo de vuelo: 15 240 m (50 000 ft)
- Régimen de ascenso: 170 m/s (33 464 ft/min)

## Aeronaves relacionadas

### Aeronaves similares
- Hongdu L-15
- KAI T-50 Golden Eagle
- Leonardo M-346 Master
- Yakovlev Yak-130
- AIDC T-5 Brave Eagle
- TAI Hürjet

### Secuencias de designación
- Secuencia T-_ (Aviones de Entrenamiento estadounidenses, secuencia alternativa de 1990): T-1 - T-3 - T-6 - T-7